# Cros de muntanya de Can Caralleu
El Cros de muntanya Can Caralleu és l'únic camp a través de muntanya que es fa dins la ciutat de Barcelona. Creat l'any 2001, se celebra cada any a mitjans del mes d'abril i hi participen un màxim de 400 atletes. Els participants han de cobrir un recorregut de 10,5 quilòmetres per un circuit de muntanya que transcorre per l'entorn natural de Can Caralleu i s'endinsa per part de la Serra de Collserola. Amb sortida i arribada a la instal·lació del Centre Esportiu Municipal Can Caralleu, els participants han de recórrer un circuit de terreny irregular, amb obstacles naturals i forts desnivells, passant pel Parc de l'Oreneta, la Carretera de les Aigües, el turó d'en Corts i Puig d'Ossa. La cursa s'adreça a totes les persones majors de 16 anys que habitualment corren i que gaudeixen de les activitats a l'aire lliure, facin o no esport de competició. Hi ha quatre categories: juvenil, sènior, veterà A i veterà B.